# Raïon de Syktyvdin
Le raïon de Syktyvdin (en russe : Сыктыдинский район, Syktyvdinski raion, en komi : Сыктывдiн район, Syktyvdin raion) est un raïon de la république des Komis, en Russie.

## Géographie
D'une superficie de 7 400,7 km2, le raïon de Syktyvdin est situé dans la partie sud-ouest de la république des Komis.
Le raïon de Syktyvdin est bordé par Syktyvkar, le raïon d'Oust-Vym au nord-ouest, le raïon de Kniajpogost au nord, le raïon de Kortkéros à l'est, le raïon de Koïgorodok et le raïon de Sysola au sud et la Oblast d'Arkhangelsk à l'ouest. Le territoire du raïon est traversé par les rivières Sysola et Vytchegda.
Le tronçon Kirov-Syktyvkar de la route  traverse le territoire du raïon.
Le raïon comprend 13 communes rurales : Yasneg, Lezym, Mandatch, Njuvtchim, Ozyol, Palevitsy, Pajga, Sludka, Chochka, Chasovo, Vylgort, Yb et Zelenets.
Le centre administratif est le village de Vylgort, qui est à 7 kilomètres de Syktyvkar la capitale de la république.
Selon le recensement de 2002, 51,8 % des habitants sont Komis, 39,5 % Russes, 3,1 % Ukrainiens, 1,1 % Allemands et 0,8 % Biélorusses.
L'économie du district est basée sur l'agriculture, la transformation des produits agricoles et l'utilisation des ressources forestières.
Le journal local en langue russe est intitulé Наша жизнь (Notre vie) .

## Démographie
La population du raïon de Syktyvdin a évolué comme suit:
| 2002   | 2009   | 2011   | 2013   | 2015   |
| ------ | ------ | ------ | ------ | ------ |
| 24 226 | 24 586 | 22 704 | 23 445 | 23 936 |

| 2019   | 2021   | - | - | - |
| ------ | ------ | - | - | - |
| 24 392 | 21 795 | - | - | - |

## Galerie

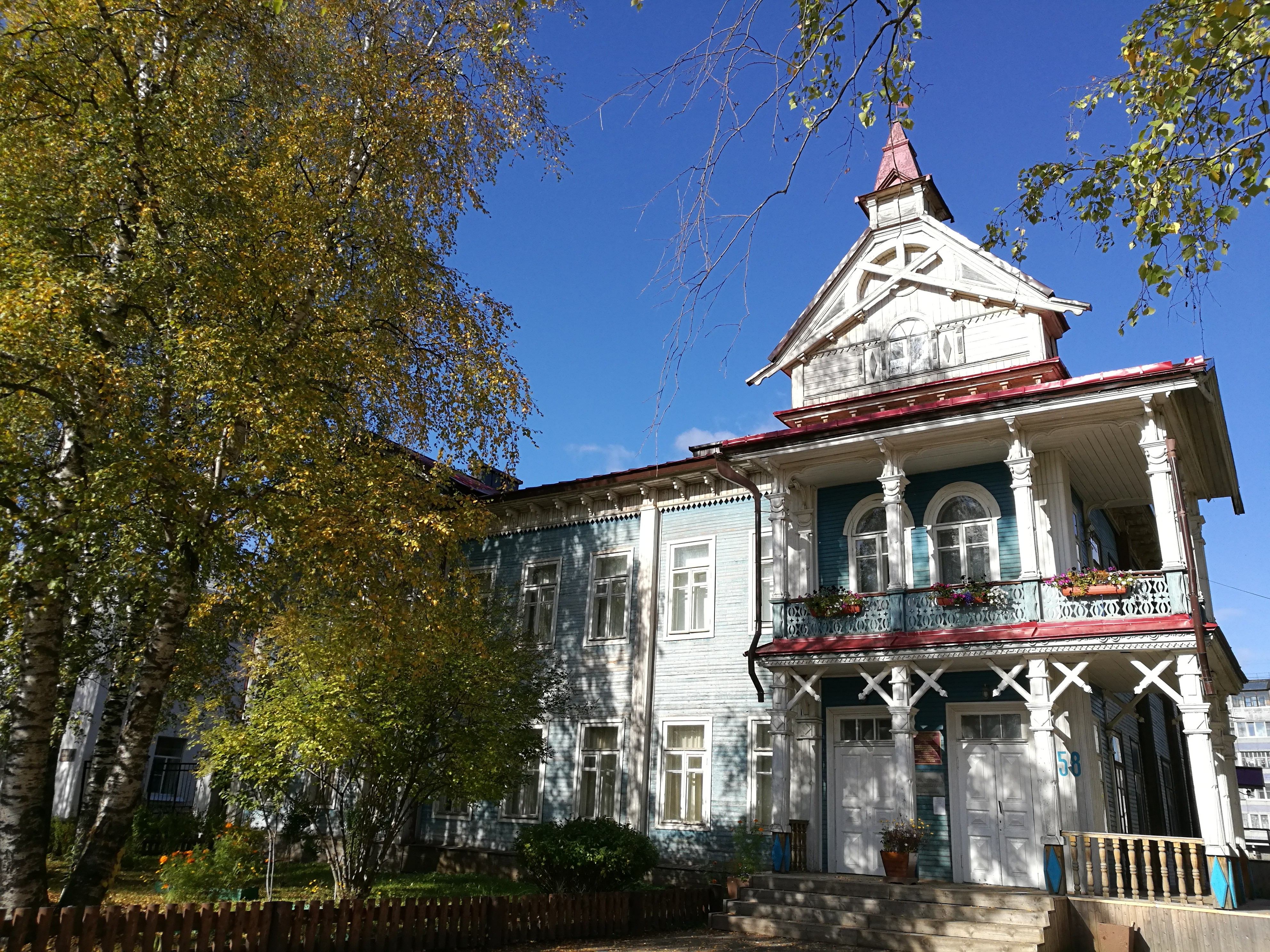
Musée de Vylgort.
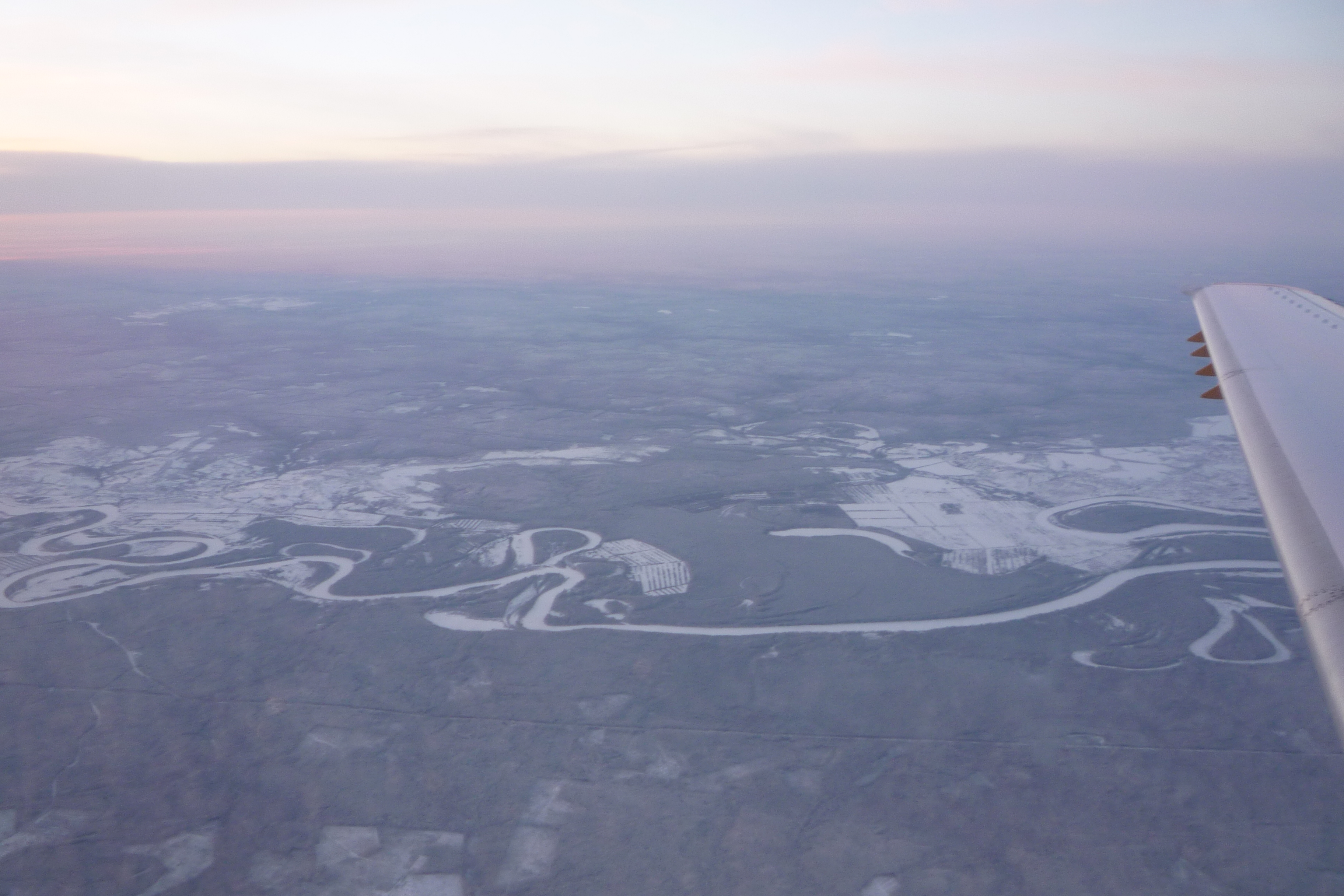
Méandres de la rivière Sysola, près du village d'Yb.
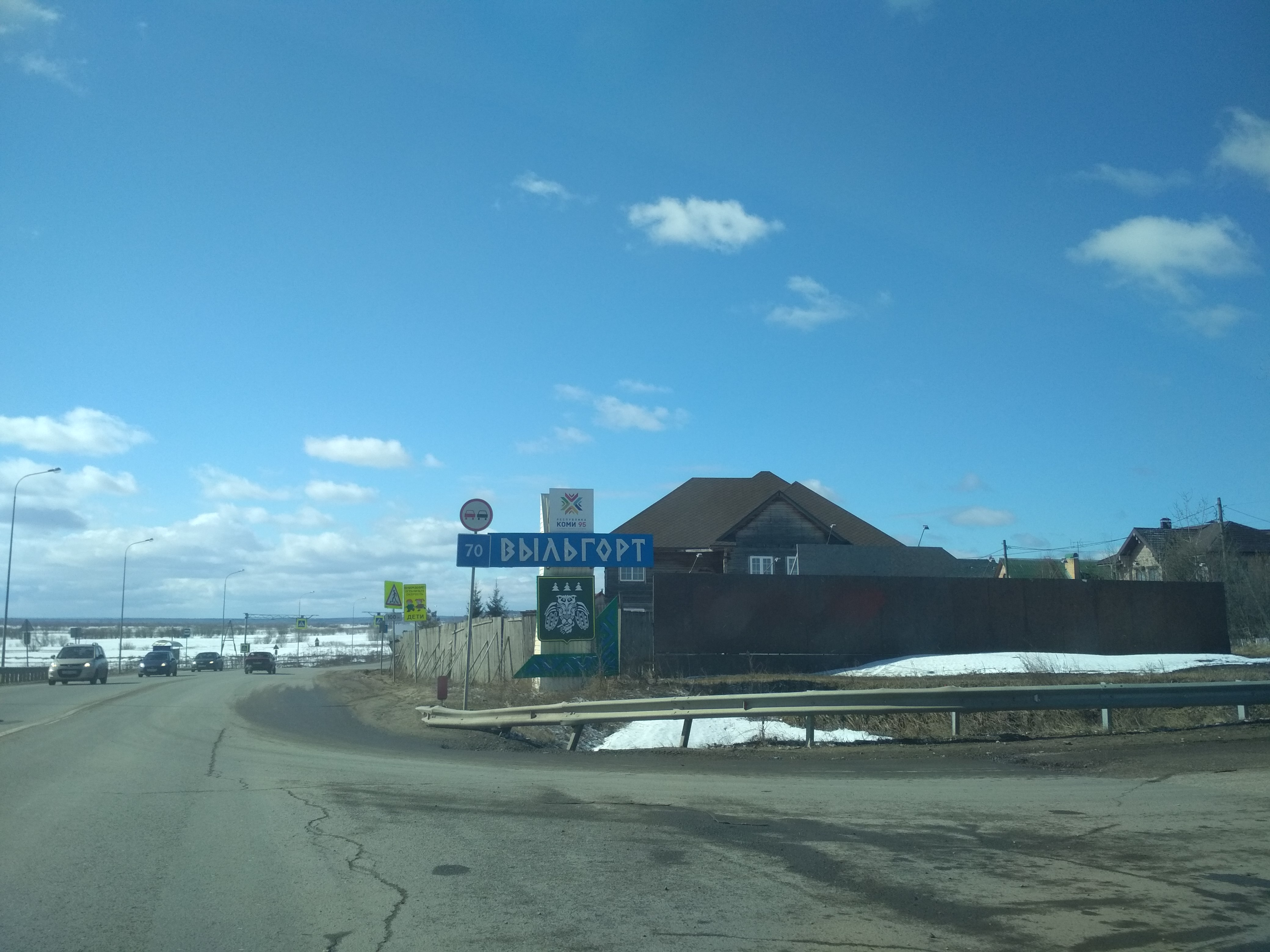
L'entrée de Vylgort.